# Tianjin Pioneers
I Tianjin Pioneers sono una società cestistica avente sede a Tientsin, in Cina. Fondata nel 2008 come Tianjin Gold Lions, gioca nel campionato cinese. Nel 2019 ha assunto la denominazione attuale.